# Vasa (navio)
O Vasa ou Vasen foi um navio de guerra da Marinha Sueca. Ele afundou durante sua viagem inaugural em 10 de agosto de 1628 depois de viajar apenas 1,3 quilômetros. Ele foi praticamente esquecido depois da maioria dos seus valiosos canhões de bronze terem sido recuperados, porém foi redescoberto no final da década de 1950 no meio de uma área movimentada do porto de Estocolmo. Seu casco quase intacto foi reflutuado em 1961 e abrigado temporariamente em um museu chamado Estaleiro Vasa até 1988, quando foi transferido permanentemente para o Museu Vasa em Estocolmo. O Vasa tem sido amplamente reconhecido desde sua redescoberta como um símbolo do Império Sueco.
Foi construído por ordens do rei Gustavo II Adolfo como parte de uma expansão militar iniciada pela Guerra Polaco–Sueca. Foi construído entre 1626 e 1627 em um estaleiro da marinha sob contrato com empreendedores particulares e armado principalmente com canhões de bronze fabricados especificamente para ele. Foi ricamente decorado como um símbolo das ambições suecas e do próprio rei, sendo um dos navios mais poderosos do mundo na época. Entretanto, era perigosamente instável com muito peso localizado na estrutura superior do casco. Mesmo assim foi ordenado que navegasse e naufragou apenas alguns minutos depois de encontrar um vento mais forte que uma brisa.
A ordem para que o Vasa navegasse foi o resultado de uma combinação de vários fatores. Gustavo Adolfo estava liderando um exército na Polônia na época da viagem, tendo ficado impaciente para finalmente ver seu navio assumir a função de capitânia da esquadra de reserva na base de operação de Älvsnabben, no Arquipélago de Estocolmo. Ao mesmo tempo os subordinados do rei em Estocolmo careciam da coragem política de discutir abertamente os conhecidos problemas do navio ou até mesmo adiarem a viagem inaugural. Um inquérito oficial foi realizado pelo Conselho Real da Suécia com o objetivo de encontrar os responsáveis pelo naufrágio, mas ninguém chegou a ser punido.
Milhares de artefatos e os restos mortais de pelo menos quinze pessoas foram encontrados no Vasa e ao seu redor por arqueólogos marinhos quando ele foi recuperado em 1961. Muitos dos itens encontrados eram roupas, armas, canhões, ferramentas, moedas, talheres, comidas, bebidas e seis velas. Os artefatos e o navio em si proporcionaram a acadêmicos conhecimentos valiosíssimos sobre os detalhes da guerra naval, técnicas de construção naval e vida diária da Suécia do início do século XVII. O Vasa é a embarcação do século XVII em melhor estado de conservação. O navio continua a ser monitorado e pesquisado constantemente sobre os melhores modos para continuar sua preservação.

## Antecedentes

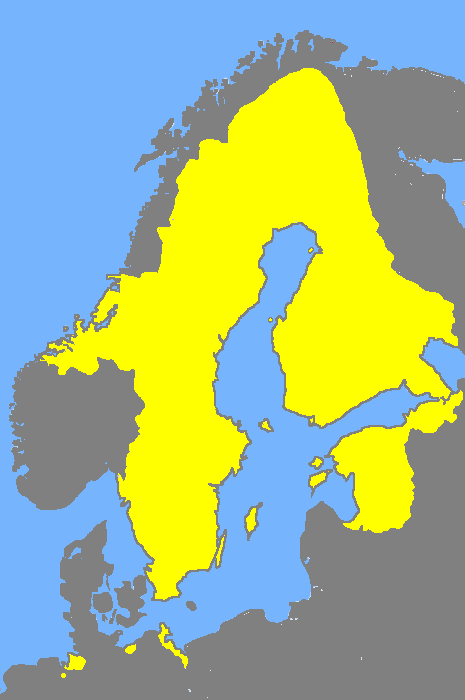
O Império Sueco em 1658. Na época do Vasa, o país ainda não possuía seus territórios mais ao sul, mas já detinha quase toda a Finlândia e a Íngria e Carélia

A Suécia durante o século XVII deixou de ser um país esparsamente povoado, pobre, periférico e de pouca influência no norte da Europa para uma das maiores potências continentais. Foi a potência dominante no Mar Báltico entre 1611 e 1718, chegando a conquistar territórios em todos os lados do mar. Esta ascensão de proeminência em questões internacionais e poderio militar, chamada de "Era de Grandeza", foi possível graças a uma sucessão de monarcas capazes e o estabelecimento de um governo central poderoso que dava apoio a uma organização militar extremamente eficiente. Historiadores suecos descreveram isto como um dos exemplos mais extremos de um estado moderno usando todos os seus recursos disponíveis para guerrear. O pequeno reino se transformou em um estado fiscal-militar e um dos estados mais militarizados da história.
O rei Gustavo II Adolfo é considerado um dos mais bem sucedidos monarcas suecos em termos de sucessos em guerras. Ele estava no trono a mais de uma década na época do Vasa e a Suécia envolvida na Guerra Polaco–Sueca, olhando apreensivamente para os desenvolvimentos da Guerra dos Trinta Anos na Germânia. Esta guerra estava sendo travada desde 1618 e não estava com perspectivas boas para os protestantes. Os planos de Gustavo Adolfo para a campanha polonesa e os interesses da Suécia necessitavam de uma forte presença militar no Báltico.
A Marinha Sueca sofreu vários reveses na década de 1620. Uma esquadra no Golfo de Riga em 1625 foi pega em uma tempestade e dez navios encalharam e foram perdidos. Outra esquadra foi derrotada pelos poloneses em 1627 na Batalha de Oliwa, com dois navios sendo perdidos: a capitânia Tigern foi capturada, enquanto o Solen foi explodido por sua própria tripulação quando foi abordado e quase capturado. Três outros navios foram perdidos em 1628 em um espaço de menos de um mês: a capitânia Kristina do almirante Clas Larsson Fleming foi perdida durante uma tempestade na Baía de Danzig, o Riksnyckeln encalhou em Viksten ao sul de Estocolmo e o Vasa naufragou em sua viagem inaugural.
Gustavo Adolfo estava envolvido em guerras navais em várias frentes, o que exacerbava as dificuldades da marinha. Além de enfrentar a Polônia-Lituânia, a Suécia também estava ameaçada indiretamente por forças do Sacro Império Romano-Germânico na Jutlândia. Gustavo Adolfo tinha pouca simpatia pelo rei Cristiano IV da Dinamarca, pois os dois países eram inimigos a mais de um século. Entretanto, a Suécia temia uma conquista católica de Copenhague e Zelândia. Isto daria aos católicos controle sobre as passagens estratégicas entre o Mar Báltico e o Mar do Norte, o que seria desastroso para os interesses suecos.
A Marinha Sueca era composta até o início do século XVII principalmente de navios pequenos a médios com um único convés de canhões, sendo normalmente armados com canhões de doze libras ou menores. Estes navios eram menores do que outras embarcações e se adequavam bem para deveres de patrulha e escolta. Também eram adequados para o pensamento tático predominante da marinha, que enfatizava abordagens como o momento decisivo de uma batalha naval em vez da artilharia. Entretanto, Gustavo Adolfo era um entusiasta da artilharia e enxergou o potencial de navios como plataformas de artilharia, com navios maiores e mais bem armados também fazendo uma declaração mais dramática no teatro político do poderio naval. O rei, a partir do Vasa, encomendou vários navios com dois conveses de canhões e armados com canhões mais pesados.
Quatro seriam construídos após o Vasa: Äpplet, Kronan, Scepter e Göta Ark, com o Conselho Real cancelando os outros navios depois da morte de Gustavo Adolfo em 1632. Estes navios construídos, especialmente o Kronan e o Scepter, foram muito mais bem sucedidos e participaram de batalhas, também servindo como capitânias até a década de 1660. O Äpplet foi finalizado em 1629 e é amplamente considerado um navio irmão do Vasa. A única grande diferença entre os dois era um aumento de por volta de um metro na boca do Äpplet. Acredita-se que este e os outros navios foram descomissionados e afundados como barreiras submersas contra embarcações inimigas.
O nome do navio no século XVII era Vasen em homenagem ao símbolo heráldico no brasão de armas da Casa de Vasa. Vasa se tornou o nome mais amplamente conhecido do navio, principalmente porque o Museu Vasa escolheu no final da década de 1980 esta forma do nome para sua ortografia oficial. Esta grafia foi adotada porque é a forma preferida pelas autoridades modernas da língua sueca, além de estar de acordo com reformas de ortografia instituídas no início do século XX.

## Características

### Projeto e estabilidade

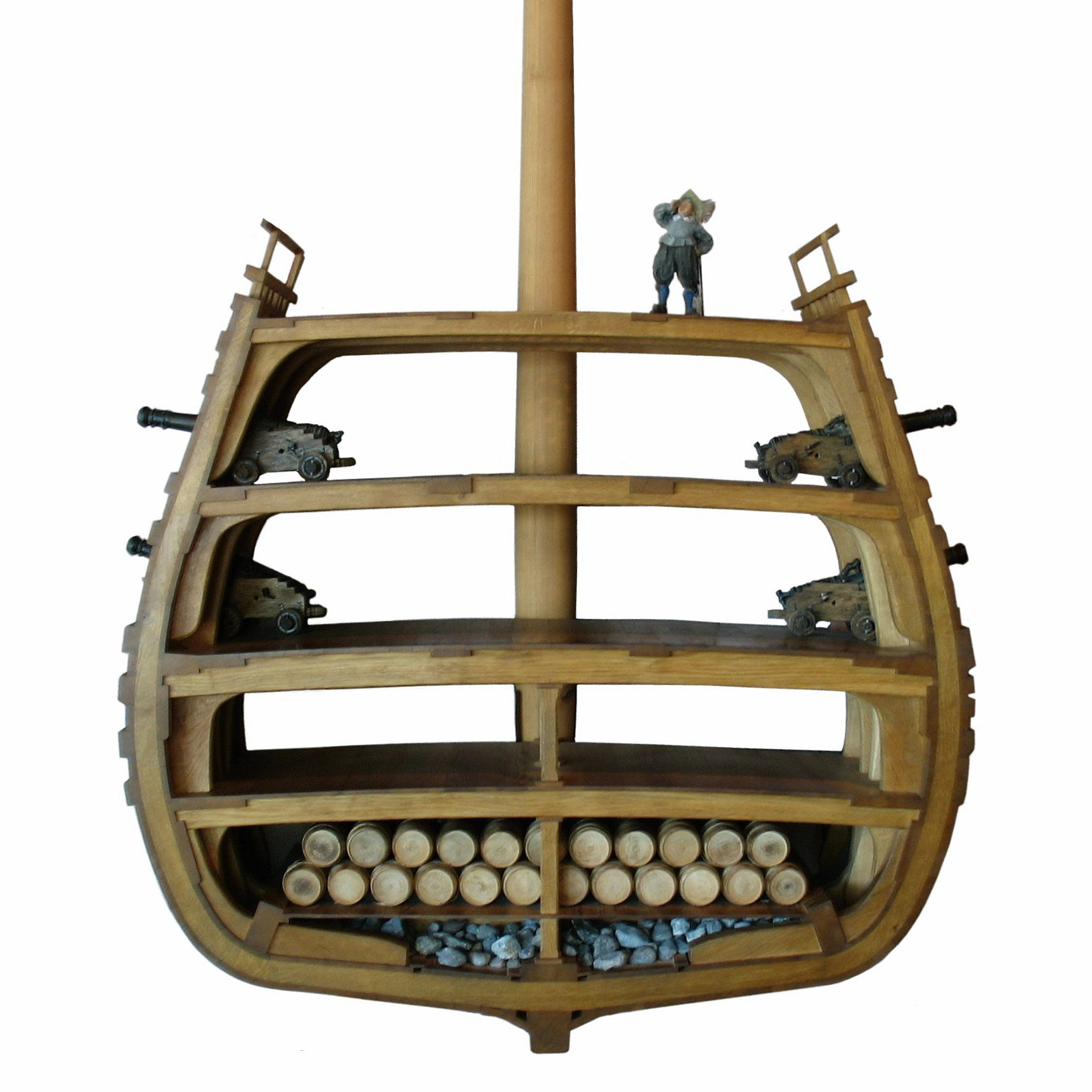
Corte transversal de uma miniatura do Vasa, mostrando o porão raso e os dois conveses de canhões

Houve muitas especulações se o comprimento do Vasa foi aumentado durante a construção ou se um convés de canhões a mais foi adicionado. Poucas evidências sugerem que o navio foi modificado substancialmente depois de seu batimento de quilha. Embarcações contemporâneas alongadas foram cortadas ao meio e novas madeiras emendadas entre as seções existentes, tornando a adição facilmente identificável, mas nenhuma adição do tipo pode ser identificada no Vasa, nem há qualquer evidência da adição tardia de um segundo convés de canhões.
Gustavo Adolfo ordenou 72 canhões de 24 libras para o navio em 5 de agosto de 1626, mas isto era muito para um único convés de canhões. Como esta ordem foi emitida menos de cinco meses depois do início das obras, haveria tempo suficiente para que um segundo convés de canhões fosse adicionado ao projeto sem grandes problemas. Segundo o construtor Arendt de Groote, o francês Galion du Guise, navio usado como modelo para o Vasa, também tinha dois conveses de canhões. Medições a laser da estrutura da embarcação realizadas entre 2007 e 2011 confirmaram que nenhuma grande alteração foi implementada durante a construção, mas que seu centro de gravidade era muito elevado.
Houve durante a construção uma certa hesitação sobre qual deveria ser o armamento exato do Vasa. Um problema era tentar obter armas suficientes para atender às especificações. As duas principais opções consideradas eram um convés de canhões inferior com uma bateria de armas de 24 libras e um convés superior com canhões de doze libras, ou como alternativa ter os dois conveses com armas de 24 libras. O Vasa foi construído com aberturas de canhões no convés superior para as armas menores de doze libras. Entretanto, a decisão final foi que um total de 56 canhões de 24 libras fossem distribuídos entre os dois conveses. Nem todas as armas foram entregues antes da viagem inaugural, com algumas carretas de canhões estando vazias a bordo no naufrágio.
O Vasa foi um dos primeiros exemplos de navio de guerra com dois conveses de canhões completos e foi construído quando os princípios teóricos da construção naval ainda não era bem compreendidos. Dois conveses era um meio-termo muito mais complicado entre navegabilidade e poderio de fogo do que um único convés. A distribuição geral de peso, especialmente no casco, era muito concentrada em cima. Esta falha subjacente não era possível de ser corrigida apenas ao adicionar mais lastro e talvez teria precisado de grandes alterações de projeto para ser consertada. As margens de segurança no século XVII eram muito abaixo de qualquer coisa que seria aceitável hoje. Além disso, navios de guerra da época era construídos com superestruturas intencionalmente altas para serem usadas como plataformas de disparo, deixando o Vasa ainda mais instável.

### Armamentos

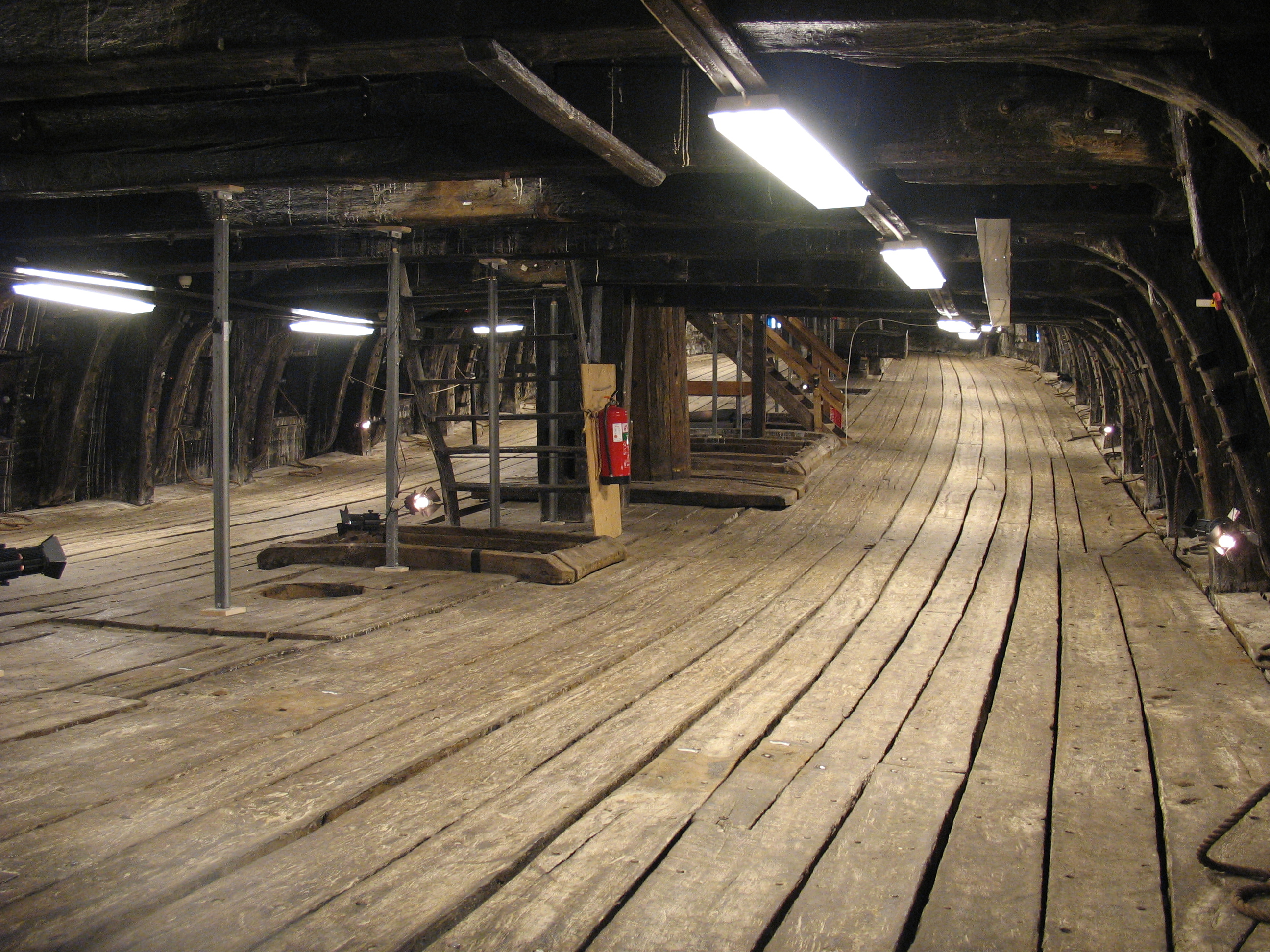
O convés de canhões inferior do Vasa

O Vasa foi construído durante uma época de transição nas táticas navais, de uma era em que abordagens ainda eram um dos principais meios de enfrentar inimigos para uma de navios de linha organizados rigidamente e com foco em vitória por meio da artilharia superior. O Vasa foi armado com canhões poderosos e construído com uma popa elevada, que serviria de plataforma de disparos em ações de abordagem para os aproximadamente trezentos soldados que deveriam realizá-la. Entretanto, o casco com laterais elevadas e convés superior estreito não eram otimizados para abordagens. Ele não era o maior navio já construído até então nem aquele com o maior número de canhões, mas era o mais poderoso da época pela combinação do peso dos projéteis que poderiam ser disparados de uma lateral: 267 quilogramas, excluindo os obuseiros, para munições antipessoal em vez de projéteis sólidos. Esta era a maior concentração de artilharia em um único navio no Báltico na época e talvez em todo norte da Europa, sendo apenas na década de 1630 que outro navio com poderio de fogo maior foi construído. Esta grande quantidade de artilharia foi colocada em um navio que era relativamente pequeno para o armamento carregado. Por comparação, o USS Constitution, uma fragata construída pelos Estados Unidos 169 anos depois do Vasa, tinha aproximadamente o mesmo poder de fogo, mas o navio era quase oitocentas toneladas mais pesado.
Entretanto, o Constitution pertencia a uma época posterior de combate naval que empregava táticas de linha de batalha, em que navios lutavam alinhados tentando apresentar as baterias de uma lateral para o inimigo. Os canhões seriam mirados em uma única direção e os disparos poderiam ser concentrados em um único alvo. As táticas envolvendo organização de grandes frotas ainda não tinham sido desenvolvidas no século XVII. Em vez disso, os navios lutariam individualmente ou em pequenos grupos improvisados se focando em abordagens. O Vasa possuía uma artilharia poderosa, mas foi construído com estas táticas em mente, desta forma não tinha uma salva lateral unificada com armas que eram miradas aproximadamente na mesma direção. Em vez disso, a intenção era que as armas fossem disparadas independentemente e arranjadas de acordo com a curvatura do casco, assim sua artilharia poderia cobrir todos os ângulos. Os canhões de popa virados para ré não estavam a bordo quando o navio naufragou.
Canhões no século XVII eram caros e tinham uma vida útil muito mais longa do que qualquer navio. Não era incomum canhões durarem por mais de um século, enquanto a maioria dos navios era usado por apenas quinze a vinte anos. Um navio, na Suécia e em outros países europeus, normalmente não seriam "donos" de suas próprias armas, mas receberiam armamentos do arsenal no início de toda temporada de campanha. Os navios consequentemente eram equipados com canhões de diferentes idades e tamanhos. O que permitiu que o Vasa tivesse um poderio de fogo tão grande não foi apenas o fato de uma quantidade incomum de armas terem sido abarrotadas em um navio relativamente pequeno, mas também que os 46 canhões principais de 24 libras eram de um novo projeto menor e padronizado. Estes foram fundidos em uma única série na fundição de armas estatal em Estocolmo sob a direção de do suíço Medardus Gessus. Duas outras armas de 24 libras mais pesadas e antigas foram colocadas na proa como canhões de perseguição. Quatro outros deveriam ficar na popa, mas a fundição não conseguiu produzi-las tão rápido quanto o estaleiro podia construir navios, assim o Vasa precisou esperar quase um ano depois de seu lançamento para receber seu armamento. Oito dos planejados 72 canhões ainda não tinham sido entregues quando partiu em sua viagem inaugural. Todos os canhões precisavam ser produzidos de moldes individuais que podiam ser reusados, mas as armas do Vasa eram de uma precisão tão uniforme que suas dimensões diferiam em apenas alguns milímetros, com seus gáugios sendo quase exatamente 146 milímetros. O restante do armamento do navio consistia em oito canhões de três libras, seis obuseiros grandes para uso em ações de abordagem e dois falconetes de uma libra. Também a bordo estavam 894 quilogramas de pólvora e mais de mil projéteis de diferentes tipos.

### Aparelho

#### Mastreação

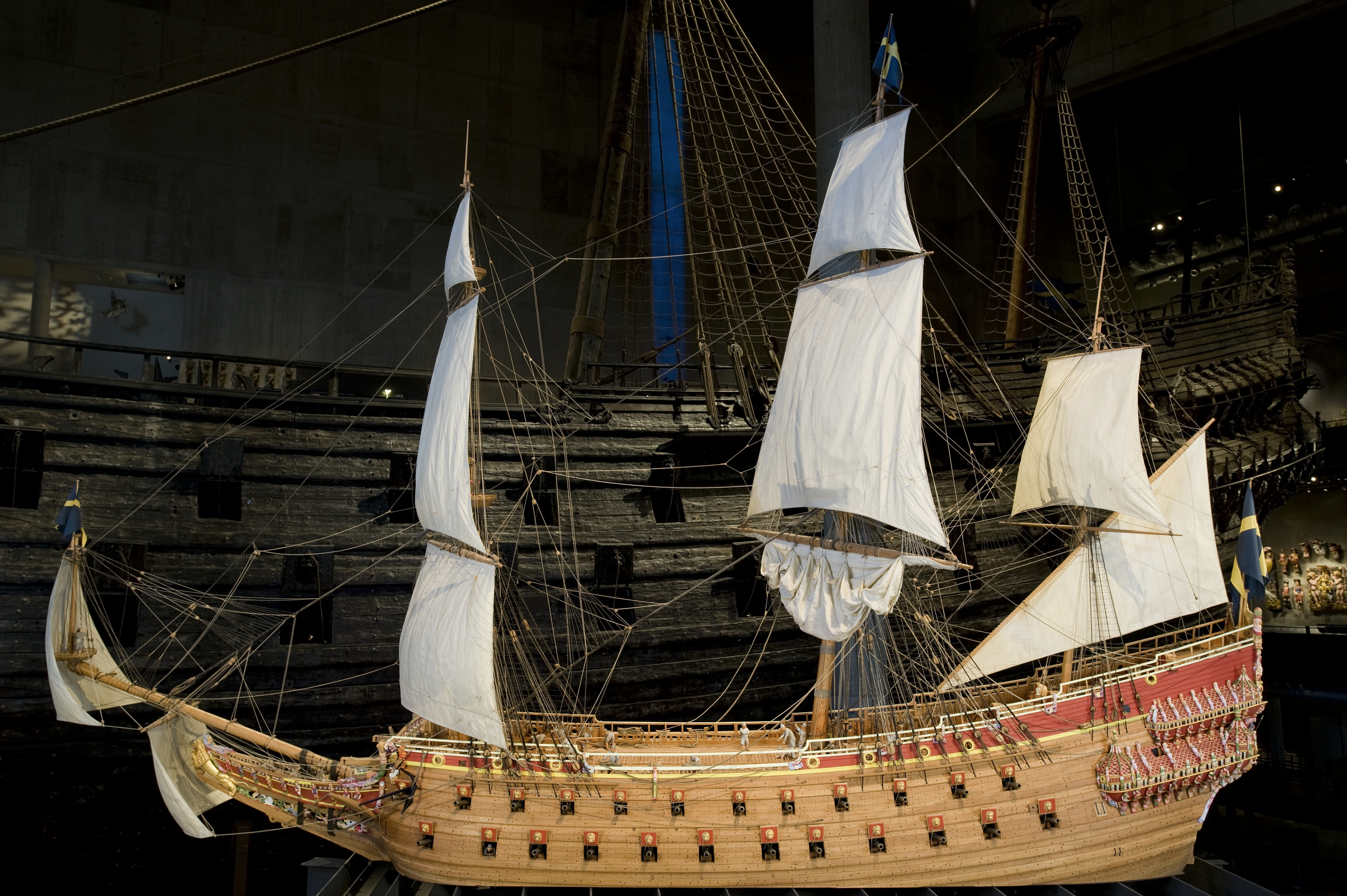
Miniatura do Vasa mostrando todas as suas dez velas desfraldadas

O Vasa tinha três mastros: um mastro do traquete na proa, um mastro grande no meio e um mastro da mezena na popa. Os primeiros dois foram construídos em três seções: um mastro inferior que ficava afixado sobre a proa e quilha na parte inferior do casco e passava por todos os conveses, um mastro superior que ficava anexado à parte inferior e um mastaréu no topo. Os mastros superiores e mastaréus foram recuperadas pouco depois do naufrágio, enquanto as seções inferiores sobreviveram em sua maior parte e foram recuperados no século XX. O mastro da mezena era feito de duas seções, uma mezena afixada no convés de canhões superior seguida por um mastaréu da mezena. O gurupé ficava afixado contra a parte da frente da parte inferior do mastro do traquete por meio de uma estrutura de madeira pesada localizada no convés de canhões superior. O gurupé servia de ponto de fixação para vários estais que seguravam boa parte do aparelho. Na extremidade do gurupé ficava um mastro da bujarrona com um topo para levar um mastro de bandeira.
O mastro do traquete foi feito de um único pinheiro com materiais adicionais a fim de criar os pontos de fixação dos estais. A parte inferior do mastro grande foi montada a partir de vários pedaços de madeira que reforçavam um núcleo central, em vez de vir de uma única árvore. Um mastro de uma única árvore era a preferência da época e estruturalmente muito mais forte. O Estaleiro de Estocolmo tinha na época pelo menos acesso à madeira do oeste da Suécia. "Mastros de Gotemburgo" eram considerados entre os melhores da Europa, mas esta fonte só foi ser utilizada em sua totalidade pela Marinha Sueca no final do século. Desta forma o mastro usado no Vasa provavelmente foi fornecido por mercadores de Amsterdã, que dominavam o mercado de madeira na época.

#### Poleames e bigotas

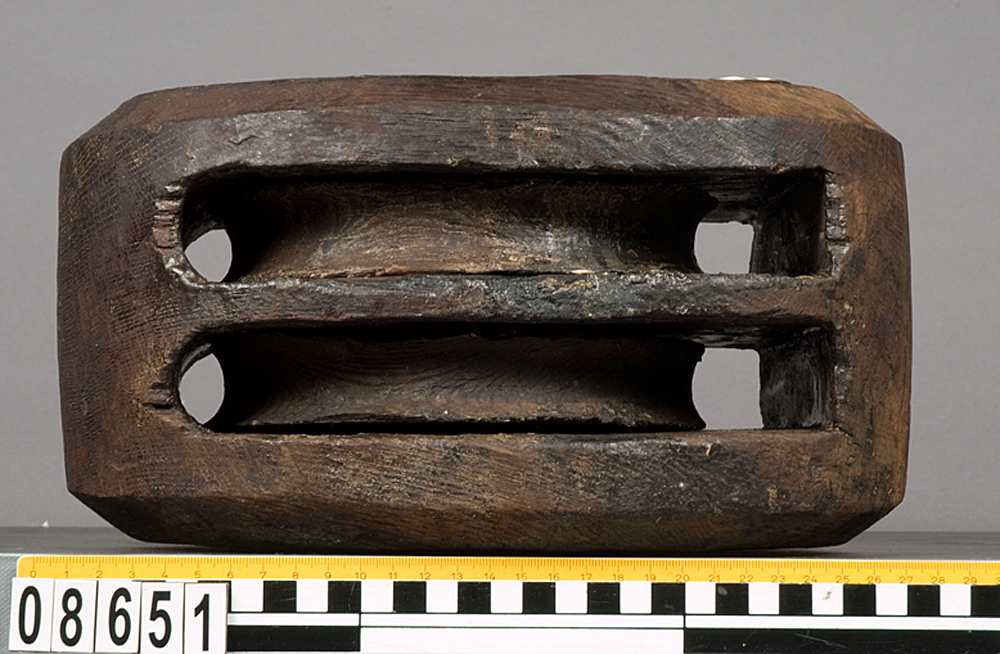
Um poleame duplo do Vasa

Poleames eram meios de redirecionar o caminho de uma corda ou proporcionar uma vantagem mecânica, seja por conta própria ou em combinação com outros poleames, a fim de aumentar a força aplicada. A maioria dos poleames possuía uma roldana que girava sobre um eixo, com a corda que passava pelo poleame se encaixando em uma ranhura da roldana. A carga da corda era transferida do eixo para o bloco do poleame, que na época do Vasa geralmente tinha uma tira de corda ou correia de ferro forjado que passava pelo bloco e era usada para prender o poleame a outro objeto. Mais raramente no navio o poleame não tinha uma roldana.
Bigotas eram usadas no aparelho fixo. Estas eram peças feitas de madeira que eram usadas em duplas e permitiam o ajuste do comprimento dos estais e dos ovéns. Um cordão passava por vários buracos em cada dupla e apertar esse cordão encurtava a distância entre as duplas de bigotas. As cordas no século XVII eram feitas de fibras naturais e podiam mudar de comprimento dependendo da quantidade de umidade nelas, assim o aparelho fixo do Vasa necessitava de mais ajustes do que embarcações posteriores.

### Ornamentação

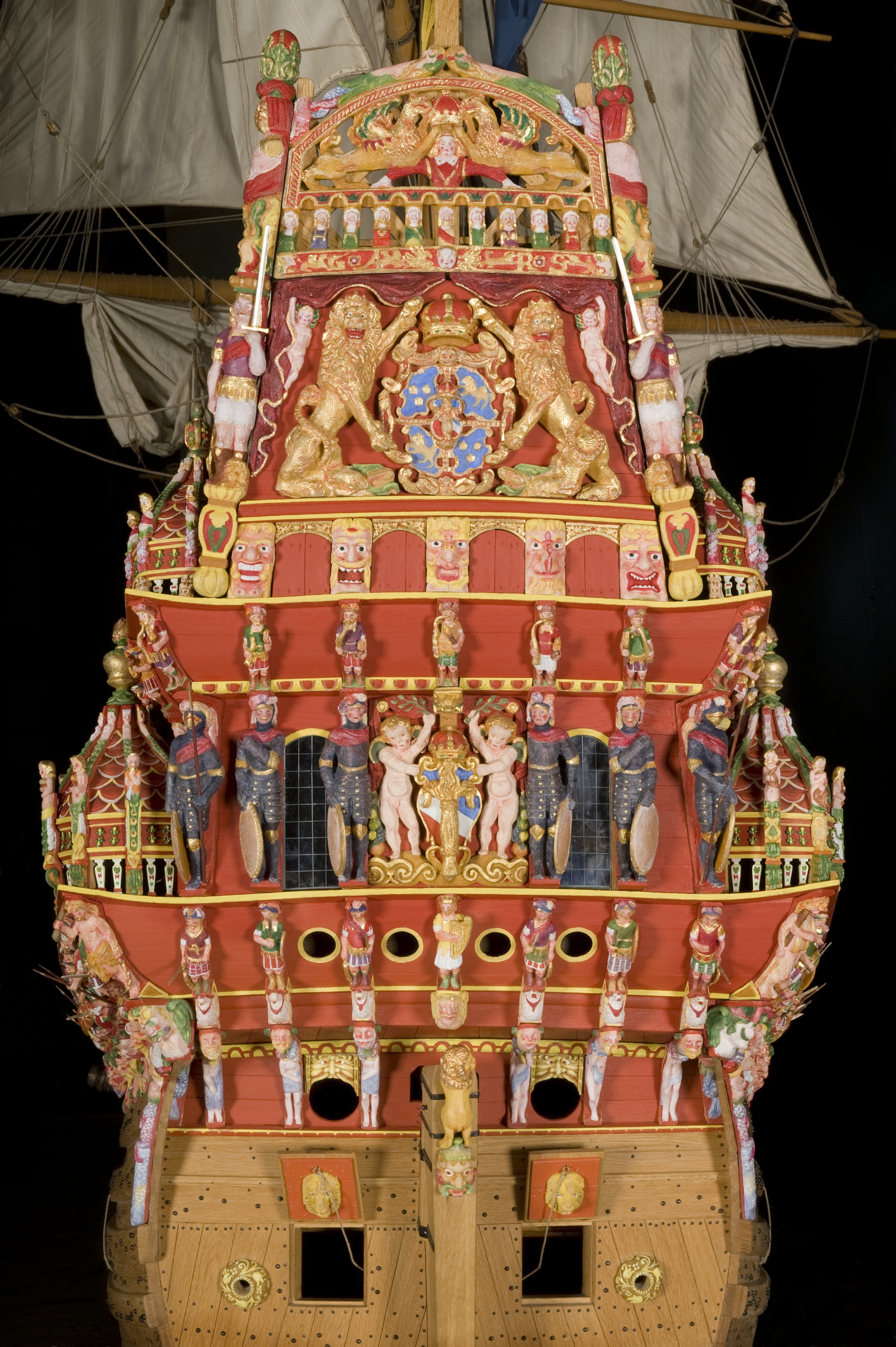
Miniatura do Vasa mostrando os ornamentos de sua popa no que acredita-se ser as cores originais

O Vasa foi decorado com esculturas que tinham a intenção de glorificar a autoridade, sabedoria e proeza militar do rei e também para ridicularizar, insultar e intimidar o inimigo. As esculturas representaram uma parte considerável do esforço e custo de construção do navio. O simbolismo usado era baseado principalmente na idealização Renascentista da antiguidade greco-romana, que tinha sido importada da Península Itálica por artistas germânicos e neerlandeses. Também há em menor parcela algumas imagens tiradas do Velho Testamento e algumas até do Antigo Egito. Muitas das figuras estão no estilo grotesco neerlandês, representando criaturas fantásticas e assustadoras como sereias, homens selvagens, monstros marítimos e tritões. A decoração interna era mais esparsa e ficava confinada principalmente aos alojamentos e grande cabine na extremidade de ré do convés de canhões superior. Resíduos de tinta foram encontrados em muitas das esculturas, mostrando que toda a ornamentação foi pintada com cores vívidas. As laterais da estrutura saliente abaixo do gurupé, os baluartes, os tetos do castelo de popa e a própria popa foram todos pintados de vermelho, enquanto as esculturas foram pintadas com cores brilhantes, com o efeito deslumbrante destas sendo em alguns locais enfatizado por folhas de ouro. Acreditava-se que a cor de fundo era azul e que quase todas as esculturas eram folheadas a ouro, mas isto foi revisado no final da década de 1990. O Vasa é um exemplo não tanto das esculturas fortemente folheadas a ouro da arte barroca inicial, mas sim "os últimos suspiros da tradição da escultura medieval" com seu gosto por cores berrantes, estilo que hoje seria considerado extravagante ou até vulgar.
As esculturas foram talhadas em carvalho, pinheiro e tília, com muitas das obras maiores, como o enorme leão de figura de proa de três metros de comprimento, consistindo em várias partes talhadas individualmente e encaixadas juntas com ferrolhos. Aproximadamente quinhentas esculturas, a maioria das quais concentrada no castelo de popa, suas galerias e na proa, foram encontradas com o navio. A figura de Hércules aparece como dois pingentes, um jovem e um velho, em cada lateral das galerias inferiores da popa; os pingentes representam aspectos opostos o herói, que era muito popular na arte europeia do século XVII. Na popa estão símbolos e imagens bíblicas e nacionalistas. Um motivo recorrente especialmente popular é o leão, que pode ser encontrado em mascarões originalmente colocados nas partes internas das tampas das aberturas dos canhões, como suportes do brasão real, na figura de proa e até mesmo agarrado ao topo do leme. Cada lateral da proa tinha vinte figuras, dezenove dais quais foram encontradas, que presentavam os imperadores romanos Tibério e Sétimo Severo.

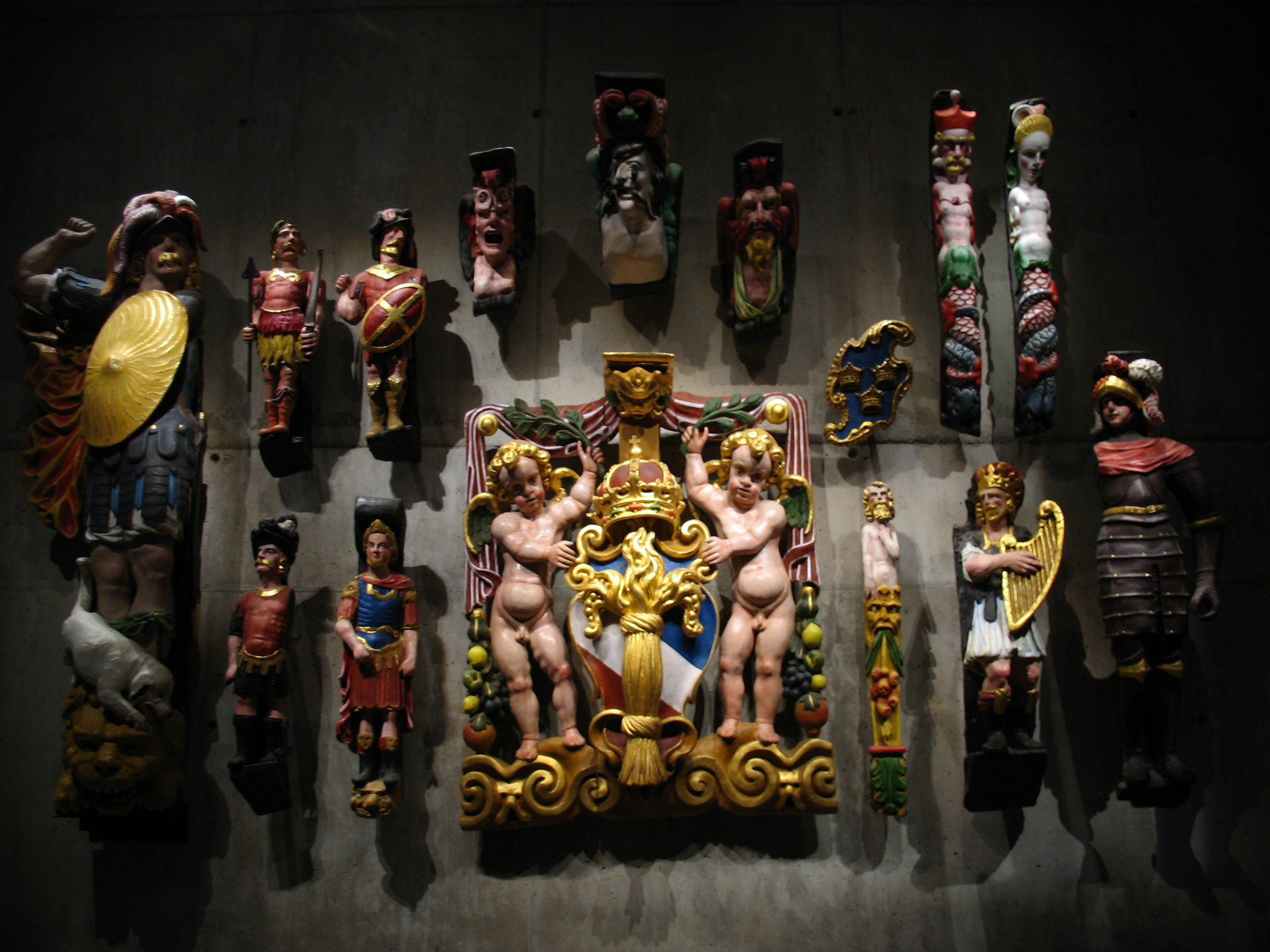
Réplicas em tamanho real de algumas das esculturas do Vasa

Quase todas as imagens heroicas e positivas estão identificadas direta ou indiretamente com Gustavo Adolfo e originalmente tinham a intenção de glorificá-lo como um governante sábio e poderoso. O único retrato verdadeiro do rei está no topo do castelo de popa, onde é representado como um menino com cabelos longos sendo coroado por dois grifos que representam seu pai, o rei Carlos IX.
Uma equipe de pelo menos seis escultores trabalhou por no mínimo dois anos nas esculturas, provavelmente com a ajuda de um número desconhecido de aprendizes e assistentes. Não há crédito direto para qualquer uma das obras, mas o estilo distinto de Mårten Redtmer, um dos mais proeminentes artistas suecos, é claramente identificável. Sabe-se que outros artistas notáveis, como Hans Clausink, Johan Didrichson Tijsen e possivelmente Marcus Ledens, foram contratados para vários trabalhos em estaleiros na época da construção do Vasa, mas seus estilos não são distintos o suficiente para associá-los diretamente com qualquer escultura específica.
A qualidade artística varia consideravelmente, com quatro estilos distintos podendo ser identificados. Redtmer é o único positivamente associado, com seu estilo tendo sido descrito como "poderoso, vivaz e naturalista". Ele foi responsável por um bom número de esculturas, incluindo algumas das peças mais importantes e prestigiosas: o leão da figura de proa, o brasão de armas real e o rei na popa. Dois outros estilos foram descritos, respectivamente, como "elegante ... um pouco estereotipado e maneirista" e "estilo pesado, descontraído, mas ainda assim rico e vivaz". O último é considerado claramente inferior aos outros três e foi descrito como "rígido e desajeitado", sendo feito por escultores ou mesmo aprendizes de habilidade inferior.

## Construção

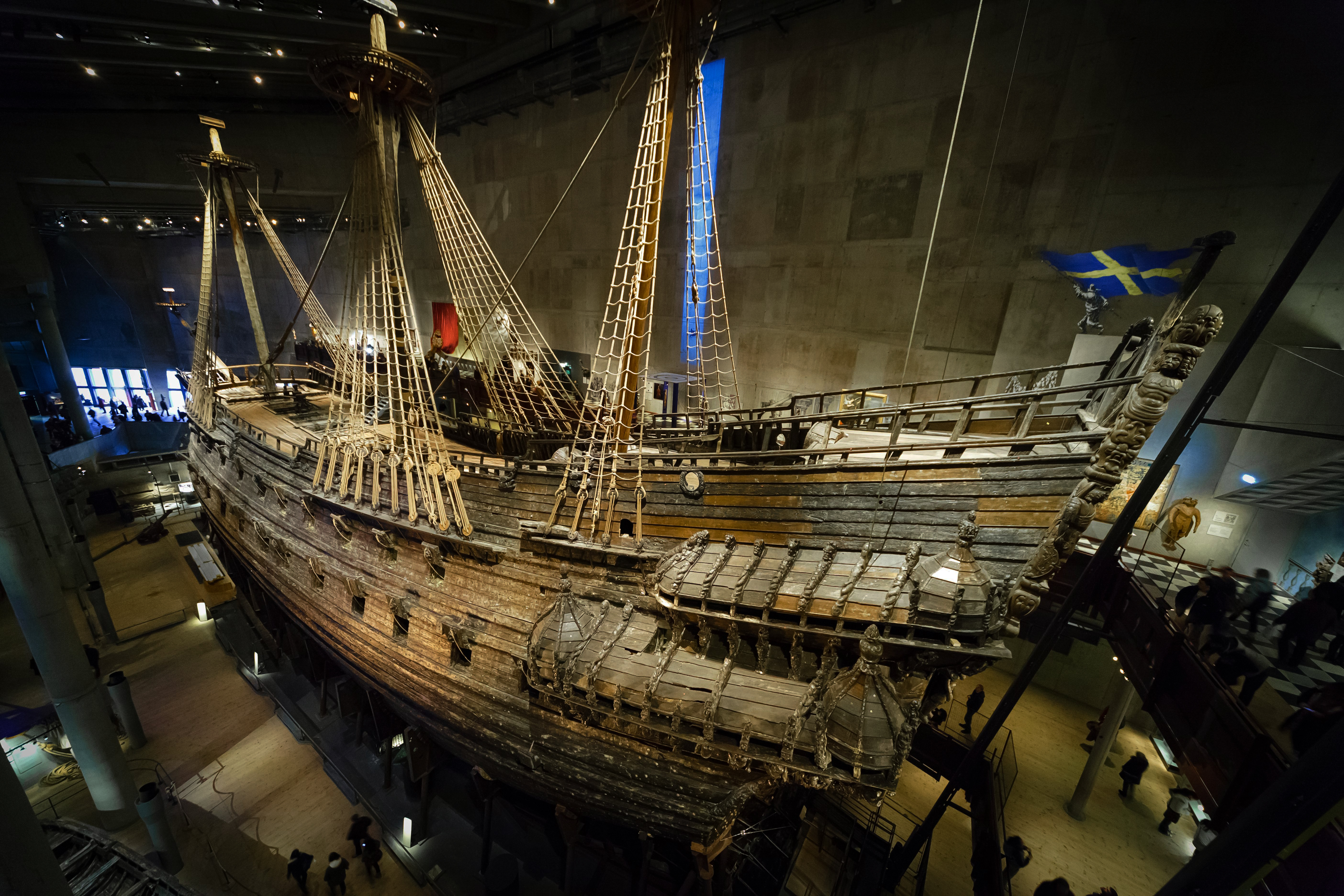
Vista de bombordo do Vasa

O neerlandês Henrik Hybertsson era um construtor naval no Estaleiro de Estocolmo desde o início do século XVII. Ele e seu parceiro Arendt de Groote firmaram um contrato em 16 de janeiro de 1625 para construírem quatro navios para a Marinha Sueca, dois com uma quilha de aproximadamente 41 metros de comprimento e outros dois menores com 33 metros de comprimento.
Hybertsson e Groote começaram a comprar em 1625 os materiais brutos necessários para os primeiros dois navios, comprando madeira de propriedades individuais pela Suécia e também tábuas serradas em Riga, Königsberg e Amsterdã. Hybertsson, enquanto se preparava para iniciar as obras das embarcações, se correspondeu com Gustavo Adolfo por meio de Fleming sobre qual navio deveria ser construído primeiro. A perda das dez embarcações na Golfo de Riga fez com que o rei propusesse a construção de dois novos navios de tamanho médio como um meio-termo rápido, enviando especificações para este fim, que seria de uma embarcação com quilha de 37 metros de comprimento. Hybertsson recusou, pois já tinha começado a cortar a madeira para os navios grandes e pequenos. O batimento de quilha para o navio grande ocorreu no final de fevereiro ou início de março de 1626. Hybertsson nunca chegou a ver o Vasa finalizado, tendo adoecido no final de 1625 e entregue em meados do ano seguinte a supervisão do trabalho para outro neerlandês, Henrik Jacobsson. Hybertsson morreu em em 1627, provavelmente na mesma época que o navio foi lançado ao mar. Os trabalhos continuaram na finalização do convés superior, castelo de popa, bico e velas. A Suécia ainda não tinha desenvolvido uma indústria de lonas de vela considerável, com materiais precisando ser encomendados no exterior. Lona de vela francesa foi especificada no contrato para manutenção, mas a lona para as velas do Vasa provavelmente vieram da Holanda. As velas eram feitas principalmente de cânhamo e parcialmente de linho, com o primeiro tendo sido importado da Livônia por meio de Riga. O rei visitou o estaleiro em janeiro de 1628 e fez provavelmente sua única visita a bordo do navio.
Söfring Hansson, o capitão responsável por supervisionar a construção do Vasa, arranjou em meados de 1628 para que a estabilidade do navio fosse demonstrada a Fleming, que tinha recentemente voltado da Prússia. Trinta homens correram de um lado para o outro do convés superior a fim de fazer a embarcação balançar, mas Fleming parou o teste depois de apenas três corridas pois temia que o Vasa emborcasse. Segundo testemunhos de Göran Mattson, o mestre do navio, Fleming comentou que desejava que o rei estivesse em casa. Gustavo Adolfo estava na época enviando várias cartas em sequência insistindo para que a embarcação navegasse o mais rápido possível.

## Viagem

### Naufrágio

Os movimentos do Vasa desde seu estaleiro até o local em que naufragou

Hansson ordenou em 10 de agosto de 1628 que o Vasa partisse em sua viagem inaugural para a base naval em Älvsnabben, no Arquipélago de Estocolmo. O dia estava calmo e o único vento era uma leve brisa do sudoeste. O navio foi puxado por uma âncora pelo litoral leste da cidade para o lado sul do porto, onde quatro velas foram desfraldadas e a embarcação partiu para o leste. As aberturas dos canhões estavam abertas e as armas estavam para fora a fim de dispararem uma saudação quando deixassem Estocolmo.
Uma rajada de vento encheu as velas enquanto o Vasa passava pelo sotavento das falésias do sul, com o navio inclinando-se repentinamente para bombordo. As escotas foram soltas e a embarcação lentamente se endireitou enquanto a rajada passava. Havia uma lacuna nas falésias em Tegelviken e uma rajada ainda mais forte forçou o Vasa para bombordo, desta vez empurrando as aberturas dos canhões para debaixo d'água, permitindo que água entrasse no convés inferior. Esta água rapidamente excedeu a capacidade de endireitamento do navio, continuando a entrar até correr para os porões. O Vasa afundou rapidamente a uma profundidade de 32 metros e a apenas 120 metros do litoral, tendo viajado 1,3 quilômetro. Sobreviventes se agarraram a destroços ou aos mastros, que ainda estavam acima da superfície. Barcos próximos correram para prestar auxílio, mas apesar disto e a proximidade do litoral, foi relatado que trinta pessoas morreram. O navio afundou diante de uma enorme multidão, a maioria cidadãos comuns que tinham ido assistir à partida. Na multidão também estavam embaixadores estrangeiros, na prática espiões dos aliados e inimigos de Gustavo Adolfo.

### Inquérito
O Conselho Real enviou no mesmo dia do naufrágio uma carta para Gustavo Adolfo lhe informando sobre o ocorrido, mas ela demorou mais de duas semanas para alcançá-lo na Polônia. Ele escreveu enraivecido em sua resposta que "imprudência e negligência" deviam ter sido a causa, exigindo em termos claros que os culpados deveriam ser punidos. Hansson tinha sobrevivido ao naufrágio e imediatamente foi interrogado, jurando que os canhões estavam devidamente presos e que a tripulação estava sóbria.
Um inquérito foi realizado em 5 de setembro no Castelo das Três Coroas diante de um tribunal composto por membros do Conselho Real e Almirantado. Cada um dos oficiais sobreviventes foi questionado, bem como o construtor supervisor e vários especialistas. Também presente estava Carl Gyllenhielm, o Almirante do Reino. O objetivo era tanto ou mais encontrar um bode expiatório quanto descobrir por que o navio havia afundado. Quem quer que fosse considerado culpado enfrentaria uma pena severa.
Tripulantes sobreviventes foram questionados um por um por pelos membros do inquérito sobre detalhes da condução do navio no momento do naufrágio. As perguntas procuravam estabelecer se o Vasa estava aparelhado corretamente para o vento encontrado, se a tripulação estava sóbria, se o lastro propriamente guardado e se os canhões estavam presos corretamente. Entretanto, ninguém estava preparado para assumir a culpa. Tripulantes e contratantes logo formaram dois lados e tentaram culpar uns aos outros pelo ocorrido, com todos jurando que tinham cumprido seus deveres sem erro. Foi durante o inquérito que os detalhes da demonstração de estabilidade foram revelados.
A atenção em seguida foi direcionada para os construtores. Jacobsson foi interrogado por que o navio era tão estreito e com tão pouco calado. Ele afirmou que havia construído o Vasa como o falecido Hybertsson havia lhe direcionado, com este por sua vez tendo seguido as especificações aprovadas pelo rei. Jacobsson na verdade tinha ampliado a boca em 42 centímetros depois de ter assumido as responsabilidades pela construção, mas esta estava muito avançada na época para que um alargamento maior fosse feito.
No final, nenhum culpado foi encontrado. Groote, ao ser perguntado durante o inquérito por que o Vasa tinha afundado, respondeu "Apenas Deus sabe". Gustavo Adolfo tinha aprovado todas as medidas e armamentos, com a embarcação tendo sido construída de acordo com as instruções e carregada com o número de canhões especificados. Ninguém foi punido ou considerado culpado por negligência, com a culpa tendo sido na prática colocada sobre o falecido Hybertsson.
A Suécia deixou de usar construtores navais neerlandeses em um período de até vinte anos depois do naufrágio, em vez disso passando a usar a experiência inglesa. Apesar disto ter sido creditado ao fato do rei Carlos X Gustavo ter ficado impressionado pelos navios ingleses que tinha visto, é provável que os processos de projeto usados pelos ingleses se adequavam melhor aos gostos suecos como consumidores. Os construtores ingleses, diferentemente dos antigos métodos tradicionais empregados pelos neerlandeses, criavam plantas para os novos navios e construíam miniaturas para que discussões ocorressem com aqueles que estavam pagando pela construção.

### Causas do naufrágio

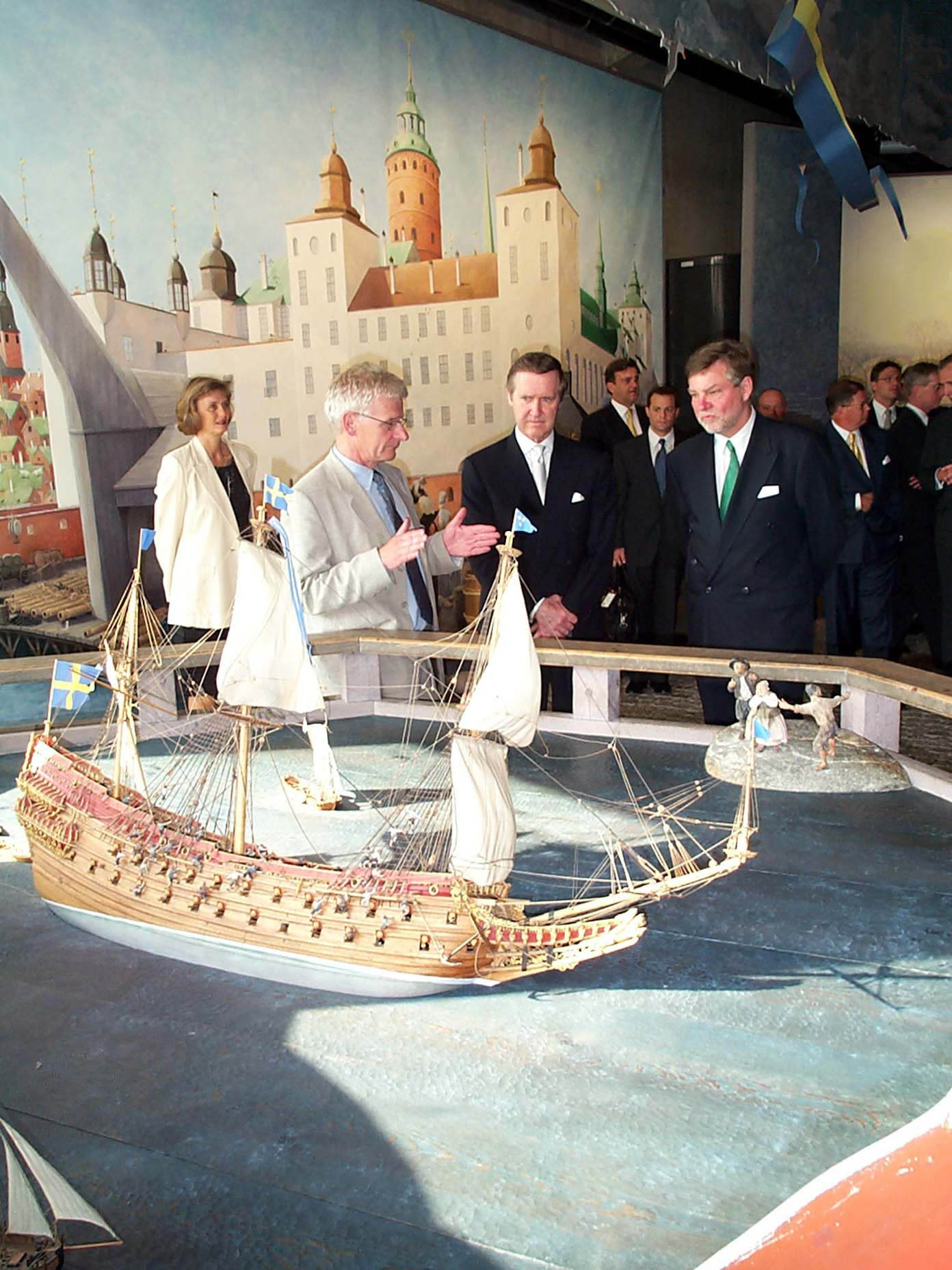
Klas Helmerson (esquerda), então diretor do Museu Vasa, explicando o naufrágio para William Cohen (centro), o Secretário de Defesa dos Estados Unidos, e Björn von Sydow (direita), o Ministro da Defesa da Suécia

O Vasa naufragou porque possuía pouquíssima estabilidade primária, ou seja, resistência a ser inclinado pela força do vento ou ondas agindo sobre o casco. Isto se deu porque a distribuição de massa pela estrutura do casco e o lastro, canhões, suprimentos e outros objetos a bordo colocavam muito peso na parte de cima do navio. Isto deixou seu centro de gravidade muito elevado em relação ao centro de flutuabilidade, consequentemente a embarcação era vulnerável a até mesmo forças pequenas e não possuía momento de correção suficiente para se endireitar novamente.
Os canhões ao todo pesavam pouco mais de sessenta toneladas, aproximadamente cinco por cento do deslocamento carregado, por si só não sendo suficientes para causar o naufrágio. A construção do casco era o motivo pelo elevado centro de gravidade. A parte do casco acima da linha de flutuação era muito alta e muito pesada em relação casco que ficava abaixo da linha de flutuação. O pé direito dos conveses era maior do que o necessário para os tripulantes que em média tinham 1,67 metros de altura, deixando o peso dos conveses e dos canhões mais altos na estrutura do que necessário. Além disso, as vigas dos conveses e suas madeiras de apoio eram superdimensionados e mais espaçadas do que o necessário para as cargas que transportavam, contribuindo bastante para as já altas e pesadas áreas superiores da embarcação.
Diferentes unidades de medida doram usadas durante a construção: o pé sueco (29,69 centímetros) e o pé de Amsterdã (28,31 metros). Foram encontradas quatro réguas usadas pelos construtores do navio, duas calibradas para o pé sueco e as outras duas calibradas para o pé de Amsterdã. O uso de diferentes unidades de medida nas duas laterais do navio fizeram com que o Vasa fosse mais pesado a bombordo.
As pessoas associadas com a construção e navegação de navios da Marinha Sueca na época tinham consciência das forças em ação e suas relações umas com as outras, mesmo com as ideias científicas do século XVII sobre o comportamento de navios sendo falhas e as ferramentas matemáticas necessárias para calcular ou prever a estabilidade estando a mais de um século de serem criadas. Um grupo de construtores navais e oficiais graduados da marinha foram questionados no inquérito sobre suas opiniões sobre os motivos do Vasa ter afundado. Suas discussões e conclusões demonstraram claramente que eles sabiam o que tinha acontecido e seu veredito foi resumido claramente por um dos capitães, que disse que o navio não tinha "barriga" suficiente para carregar o peso acima da linha de flutuação. Ações corretivas podiam ser tomadas a fim de aumentar a boca em navios instáveis que precediam  cálculos de estabilidade. Isto envolveria adicionar uma camada extra de tábuas abaixo da linha de flutuação. Um processo mais drástico envolveria a remoção de tábuas de madeira e adição de peças a mais de madeira nas armações com o objetivo de aumentar a largura moldada. As tábuas então seriam totalmente substituídas.
O Vasa talvez não tivesse naufragado quase tivesse navegado com as aberturas para os canhões fechadas. Navios com vários conveses de canhões normalmente navegavam com o convés inferior fechado, pois a pressão do vento nas velas frequentemente empurravam o casco até as aberturas ficarem submersas. Por esta razão, as coberturas das aberturas eram duplas e tinham a intenção de selarem bem o bastante para que boa parte da água não entrasse. Hansson ordenou que as aberturas fossem fechadas assim que água começou a entrar no Vasa, mas já era muito tarde. O navio talvez não tivesse naufragado naquele dia caso as aberturas estivessem fechadas com quando ele partiu.

## Destroços
Um contrato foi firmado menos de três dias depois do naufrágio para que o navio fosse reflutuado. Entretanto, estes esforços fracassaram. O engenheiro inglês Ian Bulmer foi o responsável por essas primeiras tentativas de recuperar o Vasa, mas o máximo que ele conseguiu foi endireitar a embarcação e fazer com que ela ficasse ainda mais presa na lama do fundo do mar, que foi um dos maiores obstáculos nestas primeiras tentativas. As tecnologias de salvamento no século XVII eram bem primitivas, mas seguiam os mesmos princípios básicos que foram usados séculos depois para recuperar o Vasa. Dois navios ou cascos seriam posicionados paralelamente na superfície nos dois lados dos destroços e cordas presas a várias âncoras seriam abaixadas e presas ao navio. Os dois cascos seriam então enchidos com o máximo de água possível, as cordas apertadas e a água bombeada para fora. Os destroços subiriam para a superfície junto com os cascos e então poderia ser rebocado para águas mais rasas. O processo seria repetido até todos os destroços estarem fora d'água. O peso submerso interno do Vasa não era grande, mas a lama exigia um poder de levantamento consideravelmente maior.
Mais de trinta anos depois do naufrágio, Albreckt von Treileben e Andreas Peckell montaram um esforço para recuperarem os valiosos canhões. Uma equipe de mergulhadores suecos e finlandeses recuperaram mais de cinquenta usando um simples sino de mergulho entre 1663 e 1665. Os mergulhos aos destroços diminuíram quando ficou claro que o navio não poderia ser recuperado com a tecnologia disponível na época. Entretanto, o Vasa não caiu na completa obscuridade depois dos canhões terem sido recuperados. Ele foi mencionado em várias histórias escritas sobre a Suécia e sobre a Marinha Sueca, com a localização de seus destroços aparecendo em cartas navais do porto de Estocolmo até o século XIX. O oficial naval Anton Ludwig Fahnehjelm apresentou em 1844 um pedido pelos direitos de salvamento afirmando que ele sabia onde o navio estava. Fahnehjelm era um inventor que tinha projetado uma primitiva versão de um traje de mergulho leve e anteriormente se envolvido em outras operações de salvamento. Mergulhos foram feitos aos destroços entre 1895 e 1896, com uma empresa de salvamento particular pedindo por permissão em 1920 para reflutuar o navio, mas isto foi negado. Uma testemunha chegou a afirmar em 1999 que seu pai, um suboficial da Marinha Sueca, tinha participado de exercícios de mergulho no Vasa alguns anos antes da Primeira Guerra Mundial.

### Deterioração

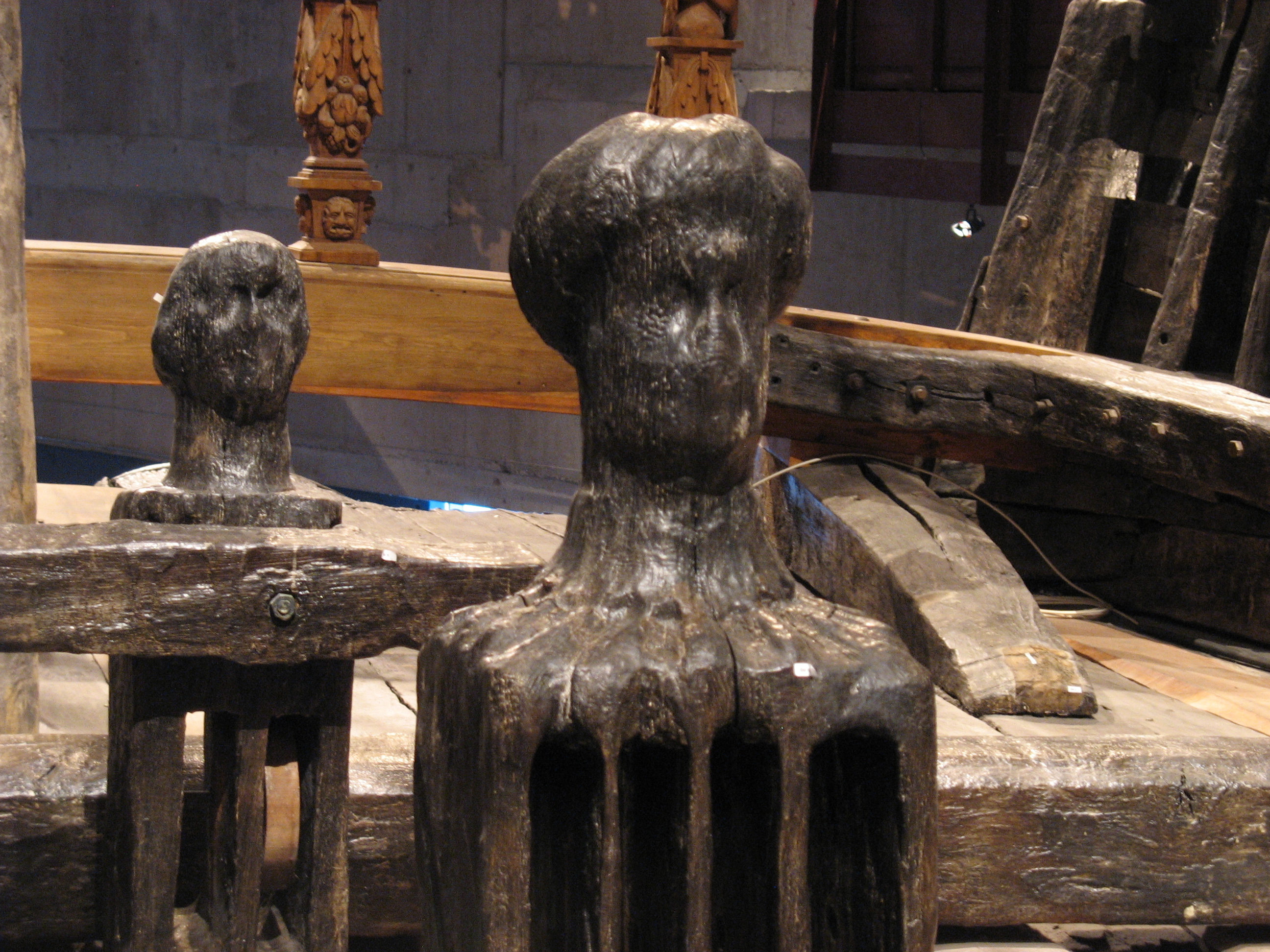
Cabeças esculpidas no alto de dois poleames, com os detalhes dos rostos e cabelos tendo erodido quase além do reconhecimento pelos anos submersos nas correntes de Estocolmo

O Vasa permaneceu 333 anos naufragado e o navio e seus conteúdos foram sujeitos a várias forças destrutivas, com as principais sendo decomposição e erosão. Os milhares de ferrolhos de ferro que seguravam a proa e o castelo de popa, incluindo todas as esculturas de madeira, foram uma das primeiras coisas a decomporem. Quase todo o ferro do navio enferrujou apenas alguns anos depois do naufrágio, com apenas objetos maiores, como as âncoras ou itens feitos de ferro fundido, como as bolas de canhão, sobreviveram.
Materiais orgânicos se saíram melhores nas condições anaeróbicas, assim madeira, tecidos e couro estão em melhores condições, mas objetos expostos às correntes foram erodidos pela sedimentação na água, então alguns mal estão reconhecíveis. Objetos que caíram do navio depois dos ferrolhos corroerem também foram protegidos, assim muitas esculturas ainda tem áreas pintadas e folheadas com ouro. Dos restos humanos, a maior parte dos tecidos macios foram consumidos, deixando apenas os ossos, que foram encontrados ainda unidos apenas pelas roupas, porém em um caso cabelos, unhas e restos cerebrais também foram encontrados.
As partes do casco unidas por carpintaria e pregos de madeira permaneceram intactas por pelo menos dois séculos, sofrendo erosão gradual das superfícies expostas à água, a menos que foram perturbadas por forças externas. Todo o castelo de popa acabou ruindo gradualmente e caindo na lama junto com todas as esculturas decorativas. As galerias laterais, que ficavam presas às laterais do castelo de popa apenas por pregos, caíram rapidamente e foram encontradas quase diretamente abaixo de suas localizações originais.
Entretanto, aatividade humana foi o fator maior destrutivo, com as operações de salvamento originais no século XVII e a última que recuperou os destroços no século XX tendo deixado suas marcas. Peckell e Treileben quebraram e removeram boa parte das tábuas do chão do convés superior para poderem acessar os canhões no convés abaixo. Peckell relatou que tinha recuperado trinta carrinhos de carga de madeira do navio; isto talvez incluía também não apenas tábuas e detalhes estruturais, mas também algumas esculturas ausentes hoje, como um guerreiro romano em tamanho real próximo da proa e uma escultura de Sétimo Severo que adornava o bombordo do bico.
Como o Vasa naufragou em um porto movimentado, navios de passagem vez em quando derrubavam âncoras sobre os destroços, com uma grande tendo destruído a parte superior do castelo de popa provavelmente no século XIX. Além disso, construções no porto geralmente envolviam explodir o fundo rochoso, com as toneladas de entulho resultantes sendo frequentemente jogadas no canal; alguns destes materiais caíram em cima do navio, causando mais danos na popa e convés superior.

### Redescoberta
O arqueólogo marinho amador Anders Franzén considerou no início da década de 1950 a possibilidade de recuperar destroços das águas salobras do Báltico, pois raciocinou que eles estariam livres de cupins-do-mar que geralmente destroem madeira submersa rapidamente em águas mais quentes e salinas. Franzén tinha anteriormente conseguido localizar os destroços de outros navios antigos, iniciando uma procura pelo Vasa depois de uma longa pesquisa. Ele passou muitos anos vasculhando as águas de Estocolmo sem sucesso em diferentes locais. Ele acabou estreitando sua área de procura a partir de relatos de uma anomalia topográfica ao sul da Doca Gustavo V em Beckholmen.
Franzén usou em 1956 uma sonda de perfuração caseira movida por gravidade e localizou um grande objeto de madeira quase paralelo com a entrada da doca. A localização do navio recebeu considerável atenção, mesmo com a identificação precisa da embarcação não podendo ser determinada sem uma investigação mais minuciosa. Planejamentos começaram pouco depois do anúncio da descoberta para determinar a melhor maneira de escavar e reflutuar o Vasa. A Marinha Sueca foi informada desde o princípio, assim como vários museus e o conselho de patrimônios nacionais, com representantes formando depois o Comitê Vasa, predecessor do Conselho Vasa.

### Recuperação

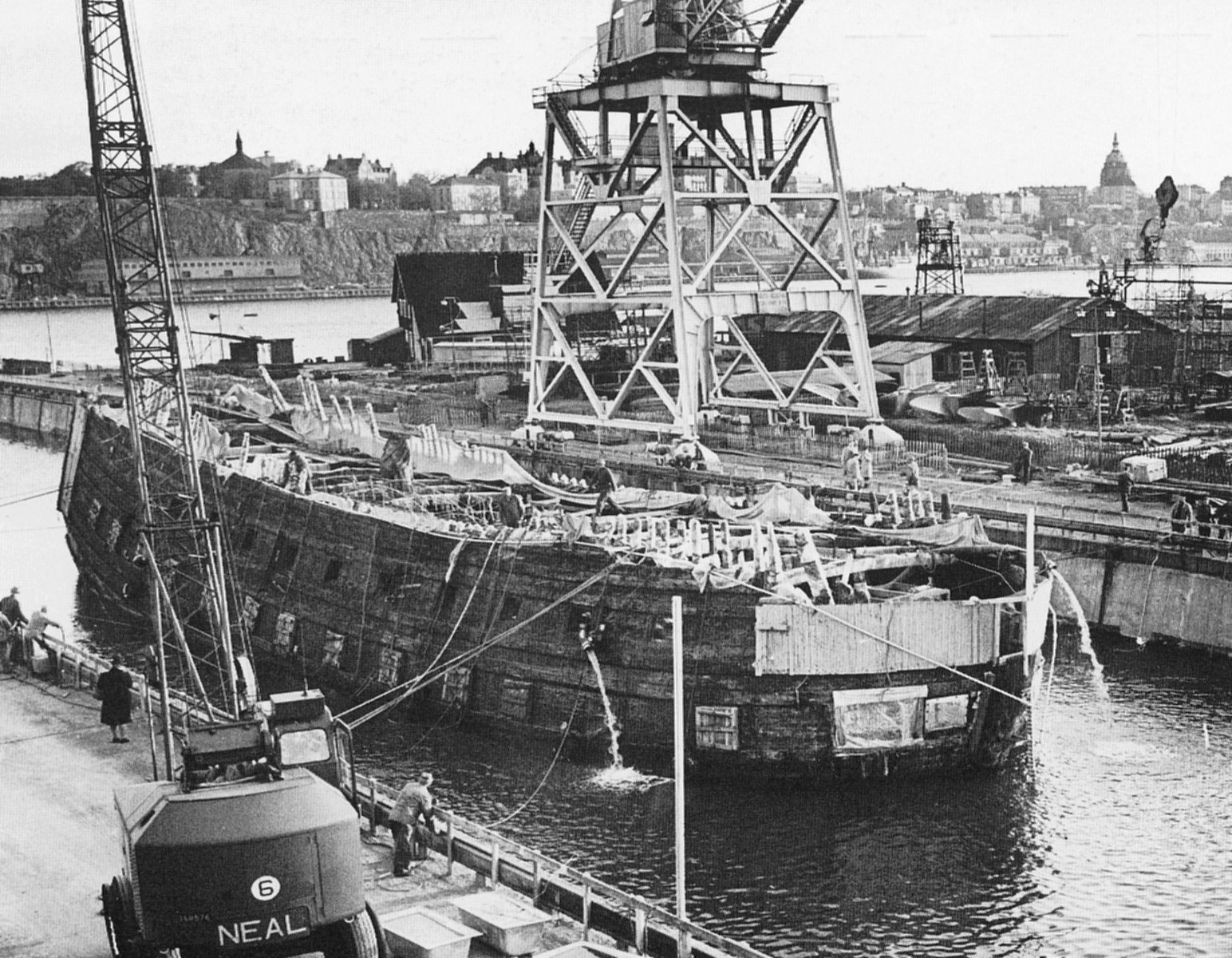
O casco do Vasa em 14 de maio de 1961 depois de ser reflutuado

Vários métodos de recuperação foram propostos, incluindo encher o navio de bolas de tênis de mesa e congela-lo em um bloco de gelo, mas o escolhido era essencialmente o mesmo tentado logo após o naufrágio. Mergulhadores passaram dois anos escavando seis túneis sob o navio para eslingas de cabos de aço, que foram presas a dois pontões na superfície. Os trabalhos eram extremamente perigosos, exigindo que os mergulhadores escavassem com jatos de água de alta pressão e sugassem a lama resultante com uma draga, ao mesmo tempo que acima deles estava um navio cheio de lama com centenas de toneladas. Um risco persistente era que os destroços poderiam mudar de posição ou afundar mais na lama enquanto os trabalhadores estivessem escavando os túneis, prendendo-os debaixo do navio. As seções quase verticais dos túneis próximas das laterais do Vasa também poderiam ruir e prender os mergulhadores dentro. Apesar disso tudo, mais de 1,3 mil mergulhadores realizaram o operação de salvamento sem quaisquer acidentes sérios.
Em seguida começou o trabalho para erguer o Vasa. Os pontões eram enchidos, os cabos apertados e os pontões então esvaziados, com isto trazendo o navio um metro para a superfície de cada vez. Foi elevado de uma profundidade de 32 para dezesseis metros em dezoito elevações entre agosto e setembro de 1959, sendo levado para uma área mais protegida em Kastellholmsviken, onde os mergulhadores poderiam trabalhar em mais segurança para a elevação final. Pelo um ano e meio seguinte uma pequena equipe de mergulhadores limparam a lama e entulhos dos conveses superiores a fim de deixar o Vasa mais leve e também deixaram o casco o mais estanque possível. As aberturas dos canhões foram fechadas com tampas temporárias, enquanto uma substituição temporária do castelo da proa foi construída, com muitos dos buracos dos ferrolhos enferrujados sendo tampados. A elevação final começou em 8 de abril de 1961 e na manhã do dia 24 o Vasa estava pronto para retornar à superfície. Jornalistas do mundo inteiro, câmeras de televisão, quatrocentos convidados e milhares de espectadores no litoral acompanharam enquanto as primeiras partes do navio saíam da água. A água e a lama de dentro do Vasa foram então removidas e ele rebocado para a Doca Gustavo V, onde sua quilha foi flutuada para um pontão de concreto, sobre o qual o casco permanece até hoje.
O Vasa ficou abrigado entre o final de 1961 e dezembro de 1988 em uma instalação temporária chamada Estaleiro Vasa que incluía um espaço de exibição e um conjunto de atividades centrada ao redor do navio. Uma construção foi erguida ao redor da embarcação e seu pontão, porém era muito apertada e isto dificultava os trabalhos de conservação. Os visitantes podiam ver o Vasa de apenas dois andares e a distância máxima de visualização na maioria dos lugares era de apenas alguns metros, o que dificultava os visitantes de terem uma vista completa do navio. O governo sueco decidiu em 1981 construir uma edifício permanente para abrigá-lo, com uma competição de projeto sendo organizada. O projeto vencedor foi criado pelos arquitetos suecos Göran Månsson e Marianne Dahlbäck, tendo um grande salão ao redor do navio em um estilo poligonal e industrial. A construção começou em 1987 e o Vasa foi rebocado para o museu incompleto em dezembro de 1988. O Museu Vasa foi oficialmente inaugurado em 15 de junho de 1990.

## Arqueologia
O Vasa representou uma desafio sem precedentes para os arqueólogos, pois nunca uma estrutura de quatro andares com boa parte de seus conteúdos intactos tendo ficado disponível para escavação. As condições de trabalho eram difíceis. O navio precisava ser mantido molhado para que não secasse e rachasse antes que fosse adequadamente conservado. Escavações precisavam ser realizadas sob um constante chuvisco de água e em uma lama coberta de lodo que poderia ter mais de um metro de profundidade. O casco foi subdividido em várias seções demarcadas pelas vigas estruturais, os conveses e por uma linha central de proa a popa com o objetivo estabelecer a localização de achados. Os conveses em sua maior parte foram escavados individualmente, porém algumas vezes o trabalho foi realizado em mais de um convés simultaneamente.

### Estrutura
O Vasa tinha quatro conveses preservados: os dois conveses de canhões, o bailéu e o porão. Os arqueólogos, pelas restrições impostas para a preservação, foram forçados a trabalhar rapidamente em turnos de treze horas durante a primeira semana de escavação. O convés de canhões superior tinha sido muito revirado pelos vários projetos de recuperação desde o século XVII, contendo não apenas os materiais caídos do convés superior e aparelho, mas também mais de três séculos de refugo do porto. Os conveses abaixo estavam progressivamente menos perturbados. Os conveses dos canhões estavam com as carretas das armas, três canhões e outros objetos de natureza militar, além da maioria das posses pessoais dos marinheiros guardadas antes do naufrágio. Estas incluíam uma ampla variedade de achados soltos, bem como baús e barris com roupas e sapatos sobressalentes, ferramentas e materiais para consertos, moedas de ouro e prata, provisões particulares e objetos de uso diário necessários para a vida no mar.
De forma geral, mastros, velas e cordas, caso não sejam perdidos no evento de naufrágio, ficam muito mais expostos para salvamentos contemporâneos, degradação ou perda do que os componentes inferiores do casco que normalmente formam os restos de destroços. Quase toda a parte inferior dos mastros grande e do traquete do Vasa sobreviveram, assim como boa parte do gurupé e provavelmente duas vergas. Além disso, foram encontradas guardadas seis velas de um total de dez, 412 poleames e outros 143 pedaços de um conjunto total de aproximadamente seiscentos, 125 bigotas e outros itens e cordas. Por comparação, o número total de achados do aparelho do Vasa são maiores do que os achados conjuntos do inglês Mary Rose, do designado 24M em Red Bay no Canadá, do francês La Belle  e do espanhol Santo Antonio de Tanna.

### Achados

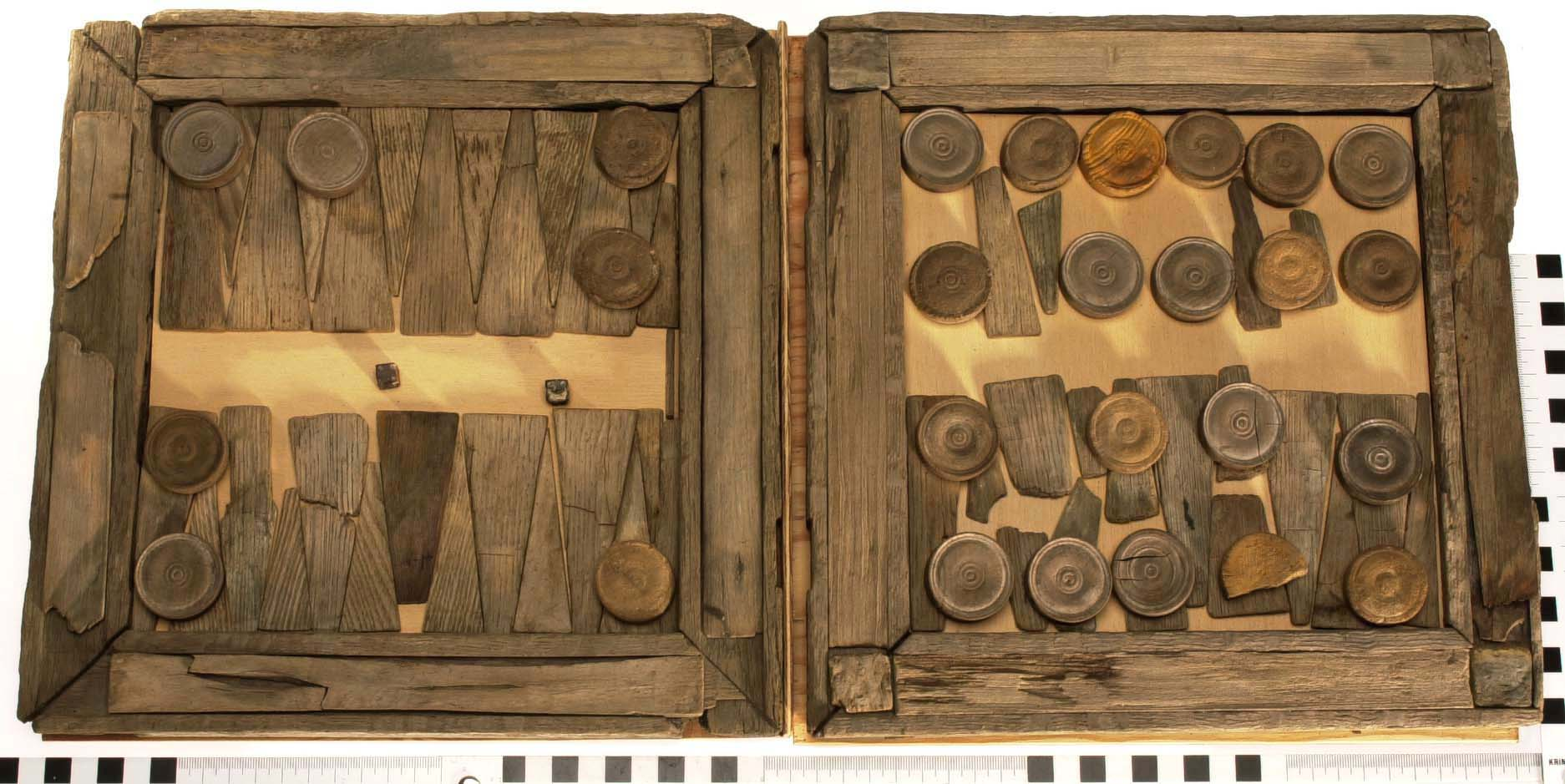
Um conjunto de gamão encontrado no Vasa, com dados e peças

A maioria dos achados individuais são feitos de madeira, demonstrando como a vida a bordo era simples e também o estado pouco sofisticado da cultura material sueca no século XVII. Os conveses inferiores eram usados principalmente para armazenamento, assim o porão estava cheio de barris com suprimentos e pólvora, bobinas de cordas, projéteis e as posses pessoais de alguns oficiais. No bailéu havia um pequeno compartimento com seis velas, peças sobressalentes e peças para fazer as bombas d'água do navio funcionarem. Outro compartimento estava com as posses do carpinteiro do navio, incluindo uma grande caixa de ferramentas.
O local do naufrágio foi escavado entre 1963 e 1967, resultando na recuperação de muitos itens do aparelho e madeiras estruturais que tinham caído do navio, particularmente da proa e do castelo de popa. A maioria das esculturas que adoravam o exterior do casco também foram encontradas na lama, junto com as âncoras e os restos mortais de pelo menos quatro tripulantes. O último objeto recuperado foi um escaler, encontrado paralelo ao navio e que acredita-se que estava sendo rebocado pelo Vasa quando este afundou.

## Conservação

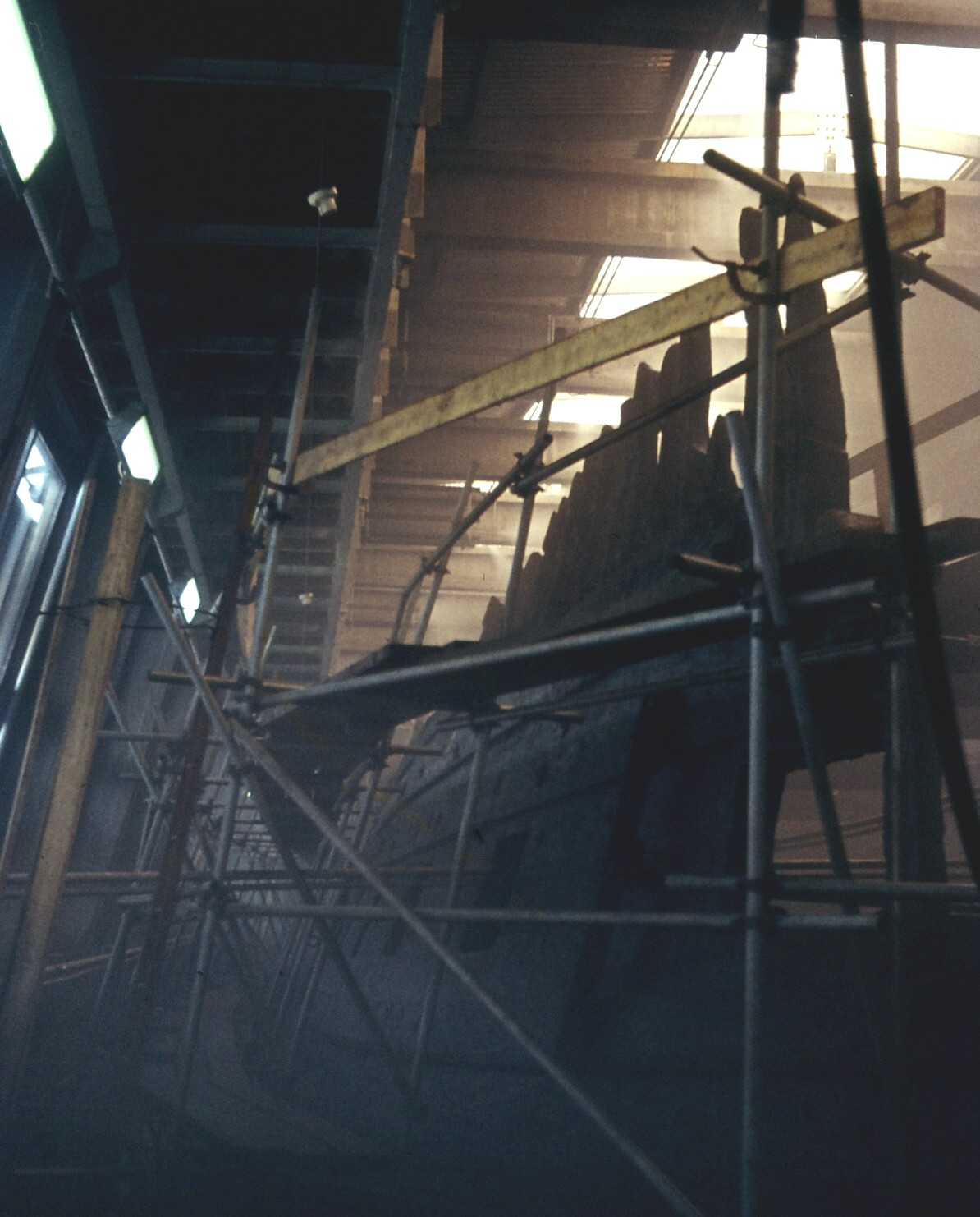
O Vasa em 1963 no Estaleiro Vasa durante os primeiros estágios de conservação

O Vasa estava em um estado de preservação surpreendentemente bom mesmo depois de ter ficado 333 anos naufragado, porém ele teria se deteriorado rapidamente caso o casco tivesse simplesmente sido deixado para secar naturalmente. A maior parte do navio tem mais de seiscentos metros cúbicos de madeira de carvalho e representava um problema de conservação sem precedentes. Houve debates sobre a melhor maneira de preservá-lo até que foi finalmente decidido impregná-lo com polietilenoglicol, um método que desde então se tornou o padrão para o tratamento de grandes e encharcados objetos de madeira, como o navio inglês Mary Rose do século XVI, reflutuado em 1982. Polietilenoglicol foi pulverizado por dezessete anos sobre o Vasa seguido por um longo período de secamento que só foi terminar completamente em 2011.
A embarcação sobreviveu tão bem preservada não apenas pela ausência de cupins-do-mar, mas também pelo fato das águas de Estocolmo terem sido muito poluídas até o final do século XX. Tal ambiente hostil e tóxico significou que até mesmo os microrganismos mais fortes têm dificuldade em sobreviver. Isto, mais o fato do Vasa ter naufragado novo e sem danos, contribuiu para sua conservação. Entretanto, substâncias químicas presentes na água penetraram na madeira, com esta também estando cheia de produtos corrosivos dos ferrolhos e outros objetos de ferro que tinham se corroído. Reações começaram a acontecer dentro da madeira depois que a embarcação foi exposta ao ar e isto produziu compostos ácidos. Manchas brancas e amarelas começaram a surgir no Vasa e em alguns artefatos no final da década de 1990, revelando-se ser sais com sulfatos que tinham se formado na superfície da madeira quando sulfetos reagiram com o oxigênio da atmosfera. Estes sais na superfície não são uma ameaça por si só apesar da descoloração, mas se sua origem vem de dentro da madeira eles podem expandir e rachar as madeiras por dentro. Foi estimado em 2002 que a quantidade de ácido sulfúrico dentro do Vasa era de mais de duas toneladas e mais estava sendo constantemente criado. Há sulfedos suficientes no navio para produzir mais cinco toneladas de ácido e uma velocidade de cem toneladas por ano, algo que pode destruir a embarcação quase totalmente.
O Vasa é mantido sempre a uma temperatura de dezoito a vinte graus Celsius e umidade de 53 por cento com o objetivo de retardar a deterioração. Métodos diferentes já foram tentados para diminuir a destruição por compostos ácidos. Pequenos objetos foram selados em embalagens de plástico preenchidas com uma atmosfera inerte de nitrogênio a fim de impedir mais reações entre os sulfedos e o oxigênio. O navio em si foi tratado com panos saturados em líquido básico para neutralizar o pH, mas isto é apenas uma solução temporária diante do ácido sendo produzido constantemente. Os ferrolhos de ferro corroídos foram substituídos por exemplares modernos galvanizados e cobertos com resina de epóxi. Mesmo assim, estes começaram a enferrujar e liberar ferro na madeira, acelerando a deterioração. Consequentemente, novos ferrolhos foram desenvolvidos entre 2011 e 2018 em parceria com o grupo de tecnologia de materiais Alleima. Os novos ferrolhos foram produzidos com um aço inoxidável de alta liga feito de oito componentes.
O Museu Vasa está constantemente monitorando o navio em busca de danos causados por apodrecimento ou envergamento das madeiras. Pesquisas estão em andamento para o melhor modo de preservar o Vasa para o futuro e analisar o material existente o melhor possível. Dois dos principais problemas atuais é que o carvalho do qual a embarcação foi construída perdeu boa parte de sua força original e que o berço que suporta o navio não é adequado para distribuir o peso e estresse do casco. Para solucionar estes problemas, o museu anunciou em 2023 que um berço substituto será construído junto com uma nova estrutura interna de suporte ao custo de 150 milhões de coroas. Desenvolvimento durou quatro anos e envolveu a criação de plantas e testes em miniaturas, estando programado para começar em 2024 e demorar mais quatro anos para ficar pronto.

## Legado
O Vasa se tornou um símbolo popular e amplamente reconhecido para a narrativa histórica sobre a "Era de Grandeza" do Império Sueco no século XVII e sobre o desenvolvimento inicial do país como um estado-nação europeu. Destroços de grandes navios de guerra dos séculos XVI, XVII e XVIII receberam especial atenção pelas áreas da história e arqueologia marinha suecas como símbolos de um passado de grandeza do país. Dentre esses destroços, o Vasa é de longe o exemplo mais conhecido e também se tornou reconhecido internacionalmente, parcialmente porque foi intencionalmente usado como um símbolo para a divulgação da Suécia no estrangeiro.
O nome do Vasa se tornou na Suécia um sinônimo de navios naufragados considerados de grande importância histórica, com estes sendo geralmente descritos, explicados e avaliados em relação ao Vasa. O arqueólogo marinho Carl-Olof Cederlund descreveu isto como "síndrome do navio real" pelo termo do século XVII para os maiores navios da Marinha Sueca. Ele associa essa síndrome com o aspecto nacionalista da história intelectual e percepções tradicionais de reis heroicos e glória por meio da guerra. O foco desta teoria histórica está no "período dos grandes" e compartilha muitas similaridades com as visões nacionalistas da Era Viking em outros países nórdicos e a veneração da antiguidade greco-romana no ocidente. Cederlund salientou os aspectos ritualísticos da recuperação em 1961 e comparou o moderno Museu Vasa com um "templo no sentido clássico da palavra". A localização do museu em uma propriedade tradicionalmente real e seu foco no "navio real" o levou a descrever o local como "O Templo do Navio Real".
A situação única do Vasa chamou uma atenção considerável e capturou a imaginação de mais de duas gerações de acadêmicos, turistas, modelistas e escritores. A percepção popular, todavia historicamente sem fundamento, de que a construção do navio foi uma questão mal feita e desorganizada, chamada de Síndrome do Vasa, foi usada por muitos autores de literatura de gestão como um exemplo educacional de como não organizar um negócio de sucesso. Arthur Squires, um engenheiro do Projeto Manhattan, usou a história do Vasa como sua ilustração para sua tese de que governos são geralmente gestores incompetentes de projetos tecnológicos.